# Optronique secteur frontal
Pour les articles homonymes, voir OSF.

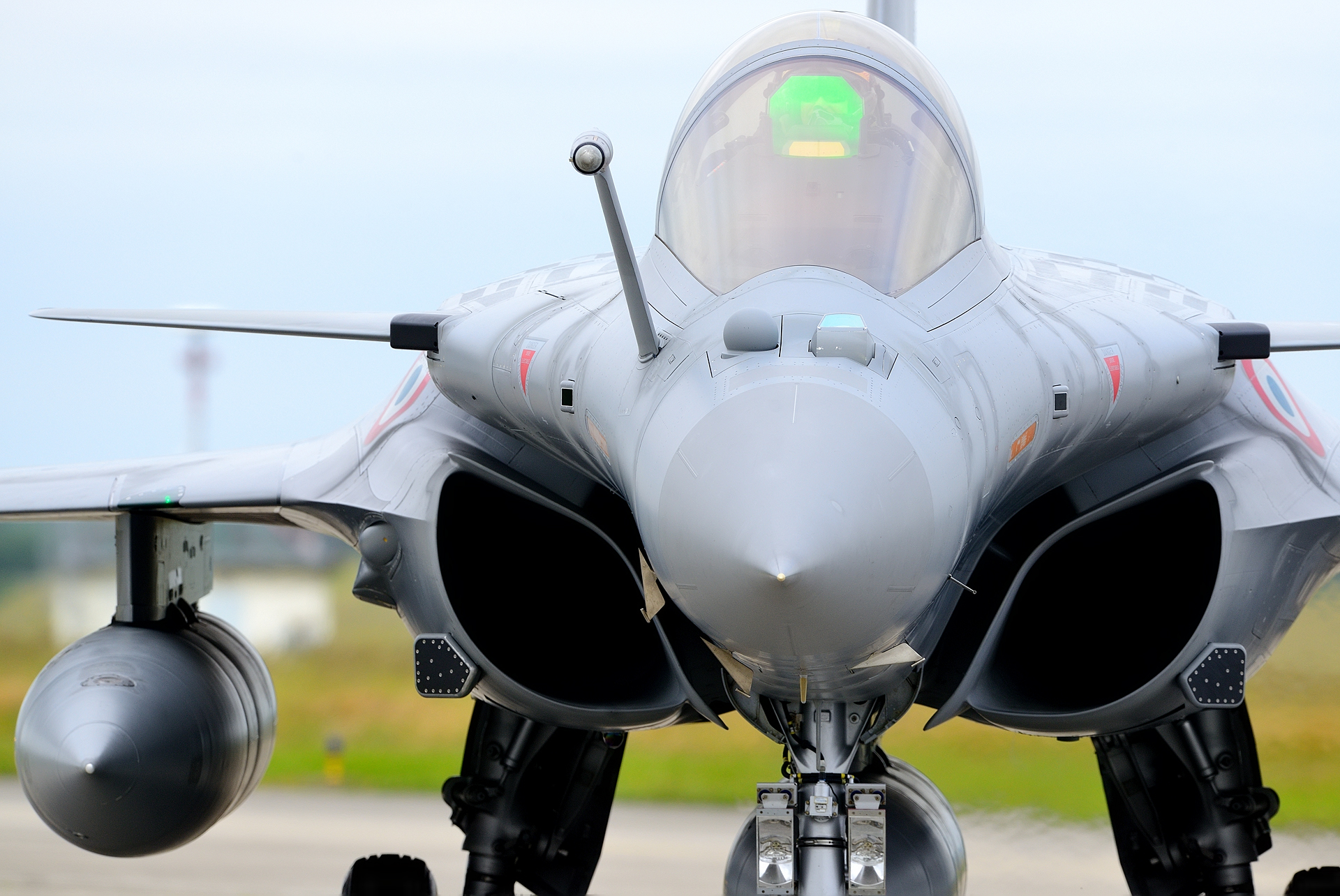
L’OSF est visible à l'avant, à côté de la perche de ravitaillement en vol.

Le capteur optronique secteur frontal (OSF) est un équipement du Rafale. 
Complémentaire du radar RBE2, il assure la poursuite des cibles dans les domaines visible et infrarouge. 
Totalement intégré au système de navigation et d'attaque de l'avion :
- il renforce la robustesse du système et sa discrétion[1] ;
- il participe aussi bien à l'autoprotection de l'avion qu'à l'attaque ;
- grâce à ses capacités infrarouges, il offre aussi une aide précieuse pour le pilotage de nuit[2].

## Répartition industrielle
L'OSF a été développé par Thomson-CSF Optronique et Sagem-Sat. Thomson-CSF se charge de l'intégration globale et de la voie TV tandis que Sagem-Sat  est responsable de la voie infrarouge et de l'unité de traitement. D'autres coopérants sont chargés d'autres parties du système : Cilas pour le télémètre, Sofradir pour les détecteurs infrarouges et Cryotechnologies pour leurs refroidissement.

## Fonctionnement
Son fonctionnement se rapproche d'un radar, dans la fonction air/air et dans la fonction air/surface :
- il détecte et localise les cibles
- il identifie les cibles
- il analyse les formations
- ainsi que le résultat des tirs.

Deux voies optiques travaillent ensemble : 
- une consacrée à l'infrarouge et dont la tête est une boule stabilisée affleurant au-dessus du nez de l'avion ; cette voie est capable de suivre des cibles (fonction IRST) et de renvoyer une image au pilote (fonction FLIR). Située à droite, ce capteur à large champ de vision opéré sur les bandes 3-5 et 8-12 µm et peut repérer les cibles de loin (environ 100 km).
- une rassemblant une voie TV et un télémètre laser[2] abrités derrière un hublot de protection aérodynamique[3].

## Disposition dans l'avion

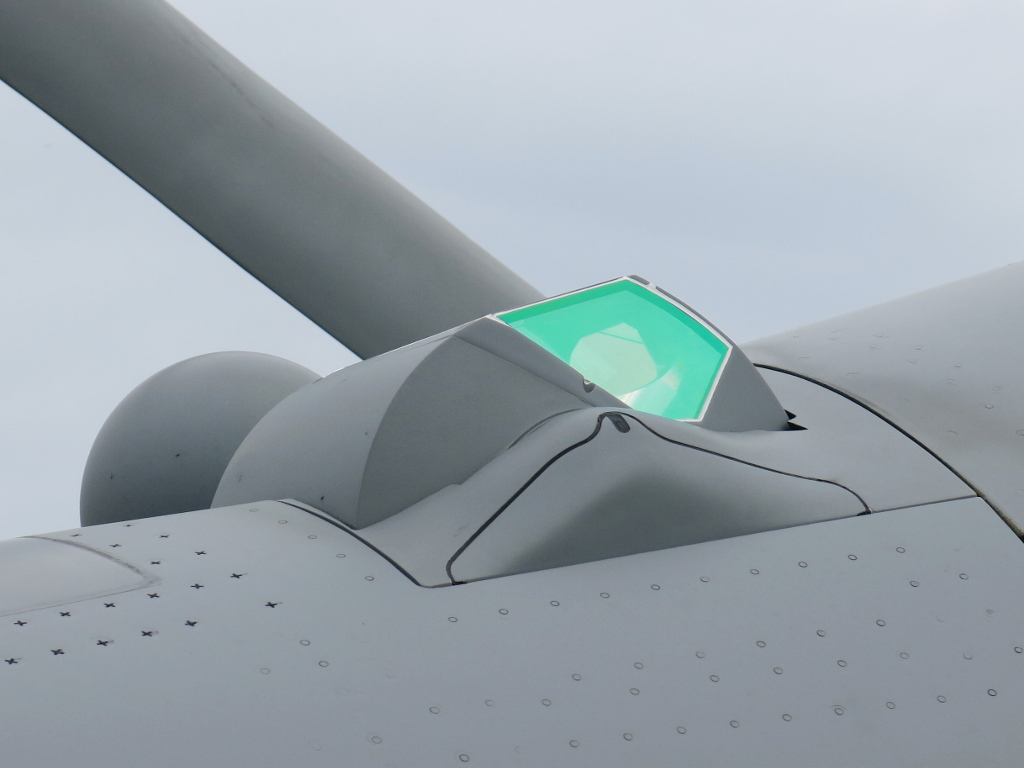
Capteur TV/IR de l'OSF. Derrière, on distingue la boule du capteur infrarouge

Le système occupe un volume de 80 litres  entre l'ensemble avant du radar et les coffrets de traitement.
- le capteur infrarouge à large champ de vision (bandes 3-5 et 8-12 µm), pour repérer les cibles de loin (environ 100 km) est situé sur la droite de l'appareil.
- le capteur TV/IR d’identification à longue distance (40 km) couplé à un télémètre laser pour évaluer la distance[4] est situé à gauche.

Le système est automatiquement pointé sur la cible jugée la plus menaçante.

## Utilisation et avantages
Comme tous les capteurs optroniques, il n’émet aucun signal et est donc indétectable, sauf le télémètre.
Les avantages sont nombreux dans un affrontement air-air : 
- détection passive à longue distance
- identification de cible avant engagement

La seule limite de l'OSF est de ne fonctionner que dans le secteur frontal de l'avion. Mais d’autres capteurs sont disponibles, orientés vers l’arrière de l'avion : les détecteurs de Départ Missile (DDM) afin de repérer les missiles en approche. Tous ces capteurs sont pris en compte par le système d’auto-défense SPECTRA, avec fusion des données.
Cet équipement OSF est optionnel : quand il n'est pas équipé, un lest est alors embarqué à sa place pour respecter le centrage de l'avion, et ne pas perturber les écoulements aérodynamiques qui influeraient les mesures des sondes Pitot.